# Torneo Clausura 2018 Serie B de México
El Torneo Clausura 2018 de la Serie B fue el 42.º torneo corto que cerró la LXVIII temporada de la segunda división. El Orizaba fue campeón del torneo y jugó la Final de Ascenso a la Serie A en contra del Yalmakan, campeón del Torneo Apertura 2017. 
Respecto al Torneo Apertura se registró un cambio de manera extraoficial en los clubes participantes, el equipo Isleños del Carmen pasó a ser llamado Cocodrilos de Tabasco, sin embargo, ante los organismos reguladores de la competición se mantuvo el nombre registrado originalmente.
Por otro lado, tras haberse disputado nueve jornadas del torneo, el equipo de Cuatetes de Acapulco fue apartado de la competencia luego de una serie de irregularidades en el registro de jugadores y cuerpo técnico, por lo que fue sometido a un proceso de desafiliación, el conjunto de Acapulco únicamente disputó cinco partidos, mientras que el resto de partidos fueron anulados.

## Equipos participantes

### Equipos por entidad federativa
Se muestran las localizaciones en mapa de equipos de segunda división de México 2017-18 ramal Serie B.
Para la temporada 2017-18, las entidades federativas de la República Mexicana con más equipos en la Serie B es el Estado de México con cuatro equipos.
| Entidad Federativa | N.º | Equipos                                                               |
| ------------------ | --- | --------------------------------------------------------------------- |
| Estado de México   | 4   | Ciervos, Deportivo Chimalhuacán, Deportivo Gladiadores y Tecamachalco |
| Zacatecas          | 3   | Fresnillo, Mineros "B" y UAZ                                          |
| Durango            | 2   | Calor y Constructores                                                 |
| Guanajuato         | 2   | Celaya "B" e Internacional                                            |
| Jalisco            | 2   | Deportivo Cafessa y U. de G. "B                                       |
| Michoacán          | 2   | Sahuayo y Zitácuaro                                                   |
| Chiapas            | 1   | Ocelotes UNACH                                                        |
| Coahuila           | 1   | Atlético Soccer                                                       |
| Guerrero           | 1   | Cuatetes                                                              |
| Hidalgo            | 1   | Satélites                                                             |
| Morelos            | 1   | Cuautla                                                               |
| Oaxaca             | 1   | Chapulineros                                                          |
| Quintana Roo       | 1   | Yalmakan                                                              |
| Sinaloa            | 1   | Dorados "B"                                                           |
| Sonora             | 1   | Cimarrones "B"                                                        |
| Tabasco            | 1   | Isleños                                                               |
| Tlaxcala           | 1   | Tlaxcala                                                              |
| Veracruz           | 1   | Albinegros de Orizaba                                                 |

### Información sobre los equipos participantes

#### Grupo 1
| Equipo                      | Sede                              | Estadio                           | Capacidad | Filial                     |
| --------------------------- | --------------------------------- | --------------------------------- | --------- | -------------------------- |
| Atlético Saltillo           | Saltillo, Coahuila                | Olímpico Francisco I. Madero      | 9,000     |                            |
| Calor                       | Gómez Palacio, Durango            | Unidad Deportiva Gómez Palacio    | 4,000     |                            |
| Celaya "B"                  | Soria, Guanajuato                 | Miguel Alemán Valdés              | 26,300    | Celaya FC                  |
| Cimarrones "B"              | Guaymas, Sonora                   | Miguel Castro Servin              | 4,000     | Cimarrones de Sonora       |
| Constructores               | Gómez Palacio, Durango            | Unidad Deportiva Gómez Palacio    | 4,000     |                            |
| Correcaminos UAT "B"        | Ciudad Victoria, Tamaulipas       | Marte R. Gómez                    | 11,000    | Correcaminos UAT           |
| Deportivo Cafessa           | Tlajomulco, Jalisco               | Unidad Deportiva Mariano Otero    | 3 000     |                            |
| Dorados "B"                 | Culiacán, Sinaloa                 | Juventud                          | 2,000     | Dorados de Sinaloa         |
| Fresnillo                   | Fresnillo, Zacatecas              | Unidad Deportiva Minera Fresnillo | 2,500     |                            |
| Internacional de San Miguel | San Miguel de Allende, Guanajuato | José María 'Capi' Correa Tellez   | 2,000     |                            |
| Mineros de Zacatecas "B"    | Tlaltenango, Zacatecas            | La Alberca                        | 1,500     | Mineros de Zacatecas       |
| Sahuayo F. C.               | Sahuayo, Michoacán                | Unidad Deportiva Municipal        | 1,500     | Tigres de la UANL          |
| Tuzos UAZ                   | Zacatecas, Zacatecas              | Francisco Villa                   | 14,000    |                            |
| U de G "B"                  | Ameca, Jalisco                    | N. D. y C. de E. Ameca            | 4,000     | Universidad de Guadalajara |

#### Grupo 2
| Equipo                 | Sede                                | Estadio                         | Capacidad | Filial                      |
| ---------------------- | ----------------------------------- | ------------------------------- | --------- | --------------------------- |
| Chapulineros de Oaxaca | Oaxaca, Oaxaca                      | Tecnológico de Oaxaca           | 15 000    |                             |
| Ciervos F. C.          | Chalco, Estado de México            | Arreola                         | 2 000     |                             |
| Cuatetes de Acapulco   | Acapulco, Guerrero                  | Unidad Deportiva Acapulco       | 13,000    |                             |
| Cuautla                | Cuautla, Morelos                    | Isidro Gil Tapia                | 5 000     |                             |
| Deportivo Chimalhuacán | Chimalhuacán, Estado de México      | Deportivo La Laguna             | 2,000     |                             |
| Deportivo Gladiadores  | Cuautitlán, Estado de México        | Los Pinos                       | 5 000     |                             |
| F. C. Satélites        | Tulancingo de Bravo, Hidalgo        | Unidad Depor. Javier Rojo Gómez | 2,500     |                             |
| Isleños F.C.           | Villahermosa, Tabasco               | Olímpico de Villahermosa        | 12 000    |                             |
| Ocelotes UNACH         | San Cristóbal de las Casas, Chiapas | Municipal de San Cristóbal      | 10 000    |                             |
| Orizaba                | Orizaba, Veracruz                   | Socum                           | 7 000     | Tiburones Rojos de Veracruz |
| Tecamachalco           | Huixquilucan, Estado de México      | Alberto Pérez Navarro           | 3 000     | Alebrijes de Oaxaca         |
| Tlaxcala               | Tlaxcala, Tlaxcala                  | Tlahuicole                      | 7 000     | Club de Fútbol Pachuca      |
| Yalmakan               | Puerto Morelos, Quintana Roo        | Pescadores                      | 1 200     |                             |
| Zitácuaro              | Zitácuaro, Michoacán                | Ignacio López Rayón             | 10,000    |                             |

## Torneo regular
- El Calendario completo según la página oficial.

| Jornada 1               | Jornada 1     | Jornada 1              | Jornada 1                         | Jornada 1  | Jornada 1 | Jornada 1    | Jornada 1  | Jornada 1 | Jornada 1 | Jornada 1 | Jornada 1 |
| Grupo A                 | Grupo A       | Grupo A                | Grupo A                           | Grupo A    | Grupo A   | Grupo A      | Grupo A    | Grupo A   | Grupo A   | Grupo A   |           |
| Local                   | Resultado     | Visitante              | Estadio                           | Fecha      | Hora      | Espectadores | Amonestado | Expulsado |           |           |           |
| ----------------------- | ------------- | ---------------------- | --------------------------------- | ---------- | --------- | ------------ | ---------- | --------- | --------- | --------- | --------- |
| Cimarrones "B"          | 0 - 1         | Deportivo Cafessa      | Miguel Castro Servin              | 6 de enero | 10:00     | 300          | 6          | 1         |           |           |           |
| Dorados "B"             | 4 - 1         | Correcaminos UAT "B"   | Juventud                          | 6 de enero | 10:00     | 100          | 6          | 0         |           |           |           |
| Calor                   | 0 - 2         | Atlético Saltillo      | Unidad Deportiva Gómez Palacio    | 6 de enero | 15:00     | 50           | 1          | 1         |           |           |           |
| Zacatecas "B"           | 4 - 2         | UAZ                    | La Alberca                        | 6 de enero | 16:00     | 100          | 3          | 1         |           |           |           |
| Internacional S. Miguel | 1 - 0         | Constructores          | José María 'Capi' Correa          | 6 de enero | 16:00     | 200          | 7          | 1         |           |           |           |
| U de G "B"              | 1 - 0         | Sahuayo F. C.          | Núcleo Dep. y C. de Espect. Ameca | 6 de enero | 16:00     | 100          | 1          | 0         |           |           |           |
| Celaya "B"              | 3 - 2         | Fresnillo              | Miguel Alemán Valdés              | 7 de enero | 12:00     | 200          | 2          | 1         |           |           |           |
| Grupo B                 |               |                        |                                   |            |           |              |            |           |           |           |           |
| Local                   | Resultado     | Visitante              | Estadio                           | Fecha      | Hora      | Espectadores | Amonestado | Expulsado |           |           |           |
| Ocelotes UNACH          | 2 - 2 (4 - 2) | Deportivo Gladiadores  | Municipal de San Cristóbal        | 5 de enero | 20:00     | 100          | 0          | 0         |           |           |           |
| Tlaxcala                | 1 - 1         | Chapulineros           | Tlahuicole                        | 6 de enero | 12:00     | 500          | 1          | 1         |           |           |           |
| Isleños F.C.            | 1 - 0         | Cuautla                | Olímpico de Villahermosa          | 6 de enero | 15:00     | 1 300        | 5          | 0         |           |           |           |
| Tecamachalco            | 0 - 0         | Zitácuaro              | Alberto Pérez Navarro             | 6 de enero | 16:00     | 200          | 2          | 0         |           |           |           |
| F. C. Satélites         | 2 - 1         | Deportivo Chimalhuacán | U. Depor. Javier Rojo Gómez       | 7 de enero | 12:00     | 40           | 2          | 0         |           |           |           |
| Cuatetes                | 0 - 7         | Orizaba                | U. Deportiva Acapulco             | 7 de enero | 15:00     | 50           | 0          | 1         |           |           |           |
| Yalmakan                | 0 - 1         | Ciervos F. C.          | Pescadores                        | 7 de enero | 15:00     | 200          | 2          | 0         |           |           |           |

| Jornada 2             | Jornada 2 | Jornada 2               | Jornada 2                         | Jornada 2   | Jornada 2 | Jornada 2    | Jornada 2  | Jornada 2 | Jornada 2 | Jornada 2 | Jornada 2 |
| Grupo A               | Grupo A   | Grupo A                 | Grupo A                           | Grupo A     | Grupo A   | Grupo A      | Grupo A    | Grupo A   | Grupo A   | Grupo A   |           |
| Local                 | Resultado | Visitante               | Estadio                           | Fecha       | Hora      | Espectadores | Amonestado | Expulsado |           |           |           |
| --------------------- | --------- | ----------------------- | --------------------------------- | ----------- | --------- | ------------ | ---------- | --------- | --------- | --------- | --------- |
| Deportivo Cafessa     | 1 - 0     | Calor                   | La Primavera U. de G.             | 12 de enero | 11:00     | 100          | 4          | 1         |           |           |           |
| Correcaminos UAT "B"  | 2 - 0     | Cimarrones "B"          | Eugenio Alvizo Porras             |             | 11:00     | 100          | 1          | 0         |           |           |           |
| Constructores         | 1 - 1     | U de G "B"              | Unidad Deportiva Gómez Palacio    |             | 15:00     | 120          | 4          | 0         |           |           |           |
| Atlético Saltillo     | 0 - 4     | Internacional S. Miguel | Olímpico Francisco I. Madero      |             | 15:30     | 200          | 3          | 0         |           |           |           |
| UAZ                   | 0 - 1     | Celaya "B"              | Francisco Villa                   |             | 16:00     | 50           | 2          | 0         |           |           |           |
| Sahuayo F. C.         | 0 - 2     | Zacatecas "B"           | Unidad Deportiva Municipal        |             | 17:00     | 1 200        | 3          | 0         |           |           |           |
| Fresnillo             | 0 - 0     | Dorados "B"             | Unidad Deportiva Minera Fresnillo |             | 19:00     | 269          | 3          | 0         |           |           |           |
| Grupo B               |           |                         |                                   |             |           |              |            |           |           |           |           |
| Local                 | Resultado | Visitante               | Estadio                           | Fecha       | Hora      | Espectadores | Amonestado | Expulsado |           |           |           |
| Deportivo Gladiadores | 2 - 2     | Tlaxcala                | Los Pinos                         | 12 de enero | 10:00     | 200          | 4          | 0         |           |           |           |
| Chapulineros          | 8 - 0     | Cuatetes                | Tecnológico de Oaxaca             | 12 de enero | 18:00     | 200          | 4          | 0         |           |           |           |
| Orizaba               | 2 - 0     | F. C. Satélites         | Socum                             | 13 de enero | 12:00     | 1 500        | 2          | 0         |           |           |           |
| Cuautla               | 3 - 0     | Tecamachalco            | Isidro Gil Tapia                  | 13 de enero | 15:00     | 200          | 2          | 0         |           |           |           |
| Isleños F.C.          | 1 - 2     | Deportivo Chimalhuacán  | Olímpico de Villahermosa          | 13 de enero | 15:00     | 700          | 6          | 0         |           |           |           |
| Zitácuaro             | 0 - 1     | Yalmakan                | Ignacio López Rayón               | 13 de enero | 16:00     | 500          | 4          | 0         |           |           |           |
| Ciervos F. C.         | 0 - 3     | Ocelotes UNACH          | Arreola                           | 13 de enero | 16:00     | 150          | 1          | 0         |           |           |           |

| Jornada 3         | Jornada 3     | Jornada 3               | Jornada 3                         | Jornada 3   | Jornada 3 | Jornada 3    | Jornada 3  | Jornada 3 | Jornada 3 | Jornada 3 | Jornada 3 |
| Grupo A           | Grupo A       | Grupo A                 | Grupo A                           | Grupo A     | Grupo A   | Grupo A      | Grupo A    | Grupo A   | Grupo A   | Grupo A   |           |
| Local             | Resultado     | Visitante               | Estadio                           | Fecha       | Hora      | Espectadores | Amonestado | Expulsado |           |           |           |
| ----------------- | ------------- | ----------------------- | --------------------------------- | ----------- | --------- | ------------ | ---------- | --------- | --------- | --------- | --------- |
| Deportivo Cafessa | 2 - 1         | Atlético Saltillo       | La Primavera U. de G.             | 19 de enero | 11:00     | 100          | 3          | 0         |           |           |           |
| Dorados "B"       | 2 - 1         | UAZ                     | Juventud                          | 20 de enero | 10:00     | 100          | 4          | 0         |           |           |           |
| Cimarrones "B"    | 1 - 0         | Fresnillo               | Miguel Castro Servin              | 20 de enero | 10:00     | 100          | 4          | 0         |           |           |           |
| Calor             | 2 - 1         | Correcaminos UAT "B"    | Unidad Deportiva Gómez Palacio    | 20 de enero | 15:00     | 100          | 3          | 2         |           |           |           |
| Zacatecas "B"     | 4 - 2         | Constructores           | La Alberca                        | 20 de enero | 16:00     | 200          | 4          | 0         |           |           |           |
| U de G "B"        | 0 - 0         | Internacional S. Miguel | Núcleo Dep. y C. de Espect. Ameca | 20 de enero | 16:00     | 100          | 2          | 0         |           |           |           |
| Celaya "B"        | 4 - 1         | Sahuayo F. C.           | Miguel Alemán Valdés              | 21 de enero | 12:00     | 200          | 6          | 0         |           |           |           |
| Grupo B           |               |                         |                                   |             |           |              |            |           |           |           |           |
| Local             | Resultado     | Visitante               | Estadio                           | Fecha       | Hora      | Espectadores | Amonestado | Expulsado |           |           |           |
| Tlaxcala          | 2 - 2 (4 - 5) | Ocelotes UNACH          | Tlahuicole                        | 20 de enero | 12:00     | 300          | 1          | 0         |           |           |           |
| Isleños F.C.      | 0 - 2         | Orizaba                 | Olímpico de Villahermosa          | 20 de enero | 15:00     | 2 000        | 0          | 0         |           |           |           |
| Tecamachalco      | 0 - 1         | Deportivo Chimalhuacán  | Los Pinos                         | 20 de enero | 16:00     | 200          | 8          | 0         |           |           |           |
| Zitácuaro         | 1 - 1         | Ciervos F. C.           | Ignacio López Rayón               | 20 de enero | 16:00     | 400          | 3          | 0         |           |           |           |
| F. C. Satélites   | 0 - 2         | Chapulineros            | U. Depor. Javier Rojo Gómez       | 21 de enero | 12:00     | 50           | 0          | 0         |           |           |           |
| Cuatetes          | 0 - 2         | Deportivo Gladiadores   | U. Deportiva Acapulco             | 21 de enero | 15:00     | 50           | 0          | 0         |           |           |           |
| Yalmakan          | 2 - 1         | Cuautla                 | Pescadores                        | 21 de enero | 15:00     | 220          | 3          | 1         |           |           |           |

| Jornada 4               | Jornada 4     | Jornada 4         | Jornada 4                         | Jornada 4   | Jornada 4 | Jornada 4    | Jornada 4  | Jornada 4 | Jornada 4 | Jornada 4 | Jornada 4 |
| Grupo A                 | Grupo A       | Grupo A           | Grupo A                           | Grupo A     | Grupo A   | Grupo A      | Grupo A    | Grupo A   | Grupo A   | Grupo A   |           |
| Local                   | Resultado     | Visitante         | Estadio                           | Fecha       | Hora      | Espectadores | Amonestado | Expulsado |           |           |           |
| ----------------------- | ------------- | ----------------- | --------------------------------- | ----------- | --------- | ------------ | ---------- | --------- | --------- | --------- | --------- |
| Correcaminos UAT "B"    | 3 - 1         | Deportivo Cafessa | Eugenio Alvizo Porras             | 27 de enero | 10:00     | 100          | 2          | 1         |           |           |           |
| Constructores           | 3 - 3 (3 - 4) | Celaya "B"        | Unidad Deportiva Gómez Palacio    | 27 de enero | 15:00     | 150          | 4          | 2         |           |           |           |
| Atlético Saltillo       | 1 - 2         | U de G "B"        | Olímpico Francisco I. Madero      | 27 de enero | 15:30     | 700          | 6          | 0         |           |           |           |
| UAZ                     | 0 - 0         | Cimarrones "B"    | Francisco Villa                   | 27 de enero | 16:00     | 100          | 7          | 0         |           |           |           |
| Internacional S. Miguel | 0 - 1         | Zacatecas "B"     | José María 'Capi' Correa          | 27 de enero | 16:00     | 250          | 5          | 0         |           |           |           |
| Sahuayo F. C.           | 0 - 0         | Dorados "B"       | Unidad Deportiva Municipal        | 27 de enero | 17:00     | 700          | 1          | 0         |           |           |           |
| Fresnillo               | 1 - 0         | Calor             | Unidad Deportiva Minera Fresnillo | 29 de enero | 17:00     | 2 000        | 0          | 0         |           |           |           |
| Grupo B                 |               |                   |                                   |             |           |              |            |           |           |           |           |
| Local                   | Resultado     | Visitante         | Estadio                           | Fecha       | Hora      | Espectadores | Amonestado | Expulsado |           |           |           |
| Deportivo Gladiadores   | 1 - 0         | F. C. Satélites   | Los Pinos                         | 26 de enero | 10:00     | 50           | 1          | 1         |           |           |           |
| Deportivo Chimalhuacán  | 1 - 1         | Yalmakan          | Deportivo La Laguna               | 26 de enero | 16:00     | 200          | 3          | 1         |           |           |           |
| Isleños F.C.            | 1 - 2         | Chapulineros      | Olímpico de Villahermosa          | 26 de enero | 18:00     | 1 000        | 1          | 0         |           |           |           |
| Orizaba                 | 3 - 0         | Tecamachalco      | Socum                             | 27 de enero | 12:00     | 100          | 3          | 0         |           |           |           |
| Cuautla                 | 1 - 2         | Zitácuaro         | Isidro Gil Tapia                  | 27 de enero | 15:00     | 300          | 3          | 0         |           |           |           |
| Ciervos F. C.           | 0 - 3         | Tlaxcala          | Arreola                           | 27 de enero | 16:00     | 250          | 3          | 1         |           |           |           |
| Ocelotes UNACH          | 3 - 0         | Cuatetes          | Municipal de San Cristóbal        | Otorgado    | -         | -            | -          | -         |           |           |           |

| Jornada 5            | Jornada 5                                                                                                | Jornada 5               | Jornada 5                       | Jornada 5    | Jornada 5 | Jornada 5    | Jornada 5  | Jornada 5 | Jornada 5 | Jornada 5 | Jornada 5 |
| Grupo A              | Grupo A                                                                                                  | Grupo A                 | Grupo A                         | Grupo A      | Grupo A   | Grupo A      | Grupo A    | Grupo A   | Grupo A   | Grupo A   |           |
| Local                | Resultado                                                                                                | Visitante               | Estadio                         | Fecha        | Hora      | Espectadores | Amonestado | Expulsado |           |           |           |
| -------------------- | --- | ----------------------- | ------------------------------- | ------------ | --------- | ------------ | ---------- | --------- | --------- | --------- | --------- |
| Deportivo Cafessa    | 2 - 0 | Fresnillo               | Unidad Deportiva Mariano Otero  | 2 de febrero | 16:00     | 200          | 4          | 0         |           |           |           |
| Dorados "B"          | 6 - 2 | Constructores           | Juventud                        | 3 de febrero | 10:00     | 100          | 3          | 1         |           |           |           |
| Cimarrones "B"       | 2 - 0 | Sahuayo F. C.           | Miguel Castro Servin            | 3 de febrero | 10:00     | 200          | 3          | 1         |           |           |           |
| Correcaminos UAT "B" | 3 - 1 | Atlético Saltillo       | Eugenio Alvizo Porras           | 3 de febrero | 10:00     | 50           | 2          | 0         |           |           |           |
| Calor                | 1 - 2 | UAZ                     | Unidad Deportiva Gómez Palacio  | 3 de febrero | 15:00     | 100          | 3          | 0         |           |           |           |
| Zacatecas "B"        | 0 - 1 | U de G "B"              | La Alberca                      | 3 de febrero | 19:00     | 300          | 2          | 0         |           |           |           |
| Celaya "B"           | 2 - 2 (4 - 5)                                                                                            | Internacional S. Miguel | Miguel Alemán Valdés            | 4 de febrero | 12:00     | 200          | 1          | 2         |           |           |           |
| Grupo B              | |                         |                                 |              |           |              |            |           |           |           |           |
| Local                | Resultado                                                                                                | Visitante               | Estadio                         | Fecha        | Hora      | Espectadores | Amonestado | Expulsado |           |           |           |
| Cuautla              | 0 - 1 | Ciervos F. C.           | Centro Vacacional Oaxtepec IMSS | 2 de febrero | 18:00     | 300          | 2          | 1         |           |           |           |
| Isleños F.C.         | 1 - 0 | Deportivo Gladiadores   | Olímpico de Villahermosa        | 3 de febrero | 15:00     | 500          | 6          | 1         |           |           |           |
| Tecamachalco         | 0 - 0 | Chapulineros            | Alberto Pérez Navarro           | 3 de febrero | 15:00     | 500          | 3          | 1         |           |           |           |
| Zitácuaro            | 2 - 0 | Deportivo Chimalhuacán  | Ignacio López Rayón             | 3 de febrero | 16:00     | 500          | 3          | 0         |           |           |           |
| F. C. Satélites      | 0 - 2 (enlace roto disponible en Internet Archive; véase el historial, la primera versión y la última).  | Ocelotes UNACH          | U. Depor. Javier Rojo Gómez     | 4 de febrero | 12:00     | 100          | 1          | 1         |           |           |           |
| Yalmakan             | 0 - 0 | Orizaba                 | Pescadores                      | 4 de febrero | 15:00     | 200          | 2          | 0         |           |           |           |
| Cuatetes             | 0 - 10 (enlace roto disponible en Internet Archive; véase el historial, la primera versión y la última). | Tlaxcala                | U. Deportiva Acapulco           | 4 de febrero | 15:00     | 200          | 1          | 1         |           |           |           |

| Jornada 6               | Jornada 6                                                                                               | Jornada 6            | Jornada 6                           | Jornada 6     | Jornada 6 | Jornada 6    | Jornada 6  | Jornada 6 | Jornada 6 | Jornada 6 | Jornada 6 |
| Grupo A                 | Grupo A                                                                                                 | Grupo A              | Grupo A                             | Grupo A       | Grupo A   | Grupo A      | Grupo A    | Grupo A   | Grupo A   | Grupo A   |           |
| Local                   | Resultado                                                                                               | Visitante            | Estadio                             | Fecha         | Hora      | Espectadores | Amonestado | Expulsado |           |           |           |
| ----------------------- | --- | -------------------- | ----------------------------------- | ------------- | --------- | ------------ | ---------- | --------- | --------- | --------- | --------- |
| Constructores           | 3 - 0                                                                                                   | Cimarrones "B"       | Unidad Deportiva Gómez Palacio      | 10 de febrero | 15:00     | 200          | 4          | 0         |           |           |           |
| Atlético Saltillo       | 1 - 2                                                                                                   | Zacatecas "B"        | Olímpico Francisco I. Madero        | 10 de febrero | 15:30     | 400          | 3          | 0         |           |           |           |
| U de G "B"              | 2 - 1                                                                                                   | Celaya "B"           | Núcleo Dep. y C. de Espect. Ameca   | 10 de febrero | 16:00     | 100          | 0          | 2         |           |           |           |
| Internacional S. Miguel | 1 - 1                                                                                                   | Dorados "B"          | José María 'Capi' Correa            | 10 de febrero | 16:00     | 300          | 3          | 0         |           |           |           |
| Sahuayo F. C.           | 4 - 0                                                                                                   | Calor                | Unidad Deportiva Municipal          | 10 de febrero | 17:00     | 250          | 3          | 1         |           |           |           |
| Fresnillo               | 0 - 0                                                                                                   | Correcaminos UAT "B" | Unidad Deportiva Minera Fresnillo   | 10 de febrero | 19:00     | 100          | 4          | 0         |           |           |           |
| UAZ                     | 1 - 1                                                                                                   | Deportivo Cafessa    | Francisco Villa                     | 11 de febrero | 12:00     | 150          | 7          | 1         |           |           |           |
| Grupo B                 | |                      |                                     |               |           |              |            |           |           |           |           |
| Local                   | Resultado                                                                                               | Visitante            | Estadio                             | Fecha         | Hora      | Espectadores | Amonestado | Expulsado |           |           |           |
| Deportivo Gladiadores   | 0 - 0                                                                                                   | Tecamachalco         | Los Pinos                           | 9 de febrero  | 10:00     | 150          | 3          | 0         |           |           |           |
| Deportivo Chimalhuacán  | 1 - 0 (enlace roto disponible en Internet Archive; véase el historial, la primera versión y la última). | Cuautla              | Deportivo La Laguna                 | 9 de febrero  | 16:00     | 100          | 5          | 0         |           |           |           |
| Ocelotes UNACH          | 1 - 1                                                                                                   | Isleños F.C.         | Municipal de San Cristóbal          | 9 de febrero  | 20:00     | 200          | 1          | 0         |           |           |           |
| Orizaba                 | 2 - 0                                                                                                   | Zitácuaro            | Luis Pirata Fuente                  | 9 de febrero  | 16:00     | 300          | 3          | 0         |           |           |           |
| Tlaxcala                | 2 - 1                                                                                                   | F. C. Satélites      | Unidad Deportiva Próspero Cahuantzi | 10 de febrero | 12:00     | 500          | 2          | 0         |           |           |           |
| Chapulineros            | 1 - 2                                                                                                   | Yalmakan             | Tecnológico de Oaxaca               | 12 de febrero | 17:00     | 1 000        | 3          | 0         |           |           |           |
| Ciervos F. C.           | 3 - 0                                                                                                   | Cuatetes             | Arreola                             | Supendido     | -         | -            | -          | -         |           |           |           |

| Jornada 7              | Jornada 7 | Jornada 7               | Jornada 7                         | Jornada 7     | Jornada 7 | Jornada 7    | Jornada 7  | Jornada 7 | Jornada 7 | Jornada 7 | Jornada 7 |
| Grupo A                | Grupo A   | Grupo A                 | Grupo A                           | Grupo A       | Grupo A   | Grupo A      | Grupo A    | Grupo A   | Grupo A   | Grupo A   |           |
| Local                  | Resultado | Visitante               | Estadio                           | Fecha         | Hora      | Espectadores | Amonestado | Expulsado |           |           |           |
| ---------------------- | --------- | ----------------------- | --------------------------------- | ------------- | --------- | ------------ | ---------- | --------- | --------- | --------- | --------- |
| Deportivo Cafessa      | 1 - 2     | Sahuayo F. C.           | Unidad Deportiva Mariano Otero    | 16 de febrero | 16:00     | 200          | 4          | 0         |           |           |           |
| Dorados "B"            | 0 - 1     | U de G "B"              | Juventud                          | 17 de febrero | 10:00     | 200          | 2          | 0         |           |           |           |
| Cimarrones "B"         | 1 - 2     | Internacional S. Miguel | Miguel Castro Servin              | 17 de febrero | 10:00     | 100          | 9          | 0         |           |           |           |
| Correcaminos UAT "B"   | 3 - 2     | UAZ                     | Eugenio Alvizo Porras             | 17 de febrero | 10:00     | 150          | 5          | 0         |           |           |           |
| Calor                  | 0 - 0     | Constructores           | Unidad Deportiva Gómez Palacio    | 17 de febrero | 15:00     | 200          | 5          | 0         |           |           |           |
| Fresnillo              | 1 - 1     | Atlético Saltillo       | Unidad Deportiva Minera Fresnillo | 17 de febrero | 19:00     | 250          | 3          | 0         |           |           |           |
| Celaya "B"             | 1 - 1     | Zacatecas "B"           | Miguel Alemán Valdés              | 18 de febrero | 12:00     | 100          | 4          | 0         |           |           |           |
| Grupo B                |           |                         |                                   |               |           |              |            |           |           |           |           |
| Local                  | Resultado | Visitante               | Estadio                           | Fecha         | Hora      | Espectadores | Amonestado | Expulsado |           |           |           |
| Deportivo Chimalhuacán | 1 - 1     | Ciervos F. C.           | Deportivo La Laguna               | 16 de febrero | 16:00     | 120          | 6          | 1         |           |           |           |
| Zitácuaro              | 2 - 5     | Chapulineros            | Ignacio López Rayón               | 17 de febrero | 16:00     | 200          | 3          | 2         |           |           |           |
| Tecamachalco           | 2 - 0     | Ocelotes UNACH          | Los Pinos                         | 17 de febrero | 16:00     | 500          | 2          | 1         |           |           |           |
| Isleños F.C.           | 0 - 0     | Tlaxcala                | Olímpico de Villahermosa          | 17 de febrero | 17:00     | 500          | 4          | 0         |           |           |           |
| Yalmakan               | 5 - 0     | Deportivo Gladiadores   | Pescadores                        | 18 de febrero | 15:00     | 300          | 4          | 1         |           |           |           |
| Cuautla                | 1 - 1     | Orizaba                 | Centro Vacacional Oaxtepec IMSS   | 19 de febrero | 17:00     | 500          | 3          | 0         |           |           |           |
| F. C. Satélites        | 3 - 0     | Cuatetes                | U. Depor. Javier Rojo Gómez       | Otorgado      | N.D.      | -            | -          | -         |           |           |           |

| Jornada 8               | Jornada 8 | Jornada 8              | Jornada 8                           | Jornada 8     | Jornada 8 | Jornada 8    | Jornada 8  | Jornada 8 | Jornada 8 | Jornada 8 | Jornada 8 |
| Grupo A                 | Grupo A   | Grupo A                | Grupo A                             | Grupo A       | Grupo A   | Grupo A      | Grupo A    | Grupo A   | Grupo A   | Grupo A   |           |
| Local                   | Resultado | Visitante              | Estadio                             | Fecha         | Hora      | Espectadores | Amonestado | Expulsado |           |           |           |
| ----------------------- | --------- | ---------------------- | ----------------------------------- | ------------- | --------- | ------------ | ---------- | --------- | --------- | --------- | --------- |
| Constructores           | 1 - 0     | Deportivo Cafessa      | Unidad Deportiva Gómez Palacio      | 24 de febrero | 15:00     | 100          | 4          | 0         |           |           |           |
| UAZ                     | 3 - 0     | Fresnillo              | Francisco Villa                     | 24 de febrero | 15:30     | 100          | 4          | 0         |           |           |           |
| U de G "B"              | 4 - 0     | Cimarrones "B"         | Núcleo Dep. y C. de Espect. Ameca   | 24 de febrero | 16:00     | 100          | 2          | 0         |           |           |           |
| Internacional S. Miguel | 4 - 0     | Calor                  | José María 'Capi' Correa            | 24 de febrero | 16:00     | 150          | 4          | 1         |           |           |           |
| Zacatecas "B"           | 2 - 0     | Dorados "B"            | La Alberca                          | 24 de febrero | 16:00     | 300          | 4          | 0         |           |           |           |
| Sahuayo F. C.           | 1 - 0     | Correcaminos UAT "B"   | Unidad Deportiva Municipal          | 24 de febrero | 17:00     | 700          | 3          | 0         |           |           |           |
| Atlético Saltillo       | 1 - 1     | Celaya "B"             | Olímpico Francisco I. Madero        | 25 de febrero | 12:00     | 500          | 1          | 2         |           |           |           |
| Grupo B                 |           |                        |                                     |               |           |              |            |           |           |           |           |
| Local                   | Resultado | Visitante              | Estadio                             | Fecha         | Hora      | Espectadores | Amonestado | Expulsado |           |           |           |
| Deportivo Gladiadores   | 1 - 1     | Zitácuaro              | Los Pinos                           | 23 de febrero | 10:00     | 200          | 5          | 2         |           |           |           |
| Ocelotes UNACH          | 1 - 1     | Yalmakan               | Municipal de San Cristóbal          | 23 de febrero | 15:00     | 300          | 2          | 0         |           |           |           |
| Orizaba                 | 0 - 0     | Deportivo Chimalhuacán | Luis "Pirata" Fuente                | 23 de febrero | 16:00     | 200          | 3          | 0         |           |           |           |
| Chapulineros            | 2 - 1     | Cuautla                | Tecnológico de Oaxaca               | 23 de febrero | 18:00     | 100          | 6          | 0         |           |           |           |
| Tlaxcala                | 1 - 1     | Tecamachalco           | Unidad Deportiva Próspero Cahuantzi | 24 de febrero | 12:00     | 700          | 4          | 0         |           |           |           |
| Ciervos F. C.           | 4 - 3     | F. C. Satélites        | Arreola                             | 24 de febrero | 16:00     | 200          | 1          | 0         |           |           |           |
| Cuatetes                | 0 - 3     | Isleños F.C.           | U. Deportiva Acapulco               | Suspendido    | -         | -            | -          | -         |           |           |           |

| Jornada 9              | Jornada 9     | Jornada 9               | Jornada 9                         | Jornada 9  | Jornada 9 | Jornada 9    | Jornada 9  | Jornada 9 | Jornada 9 | Jornada 9 | Jornada 9 |
| Grupo A                | Grupo A       | Grupo A                 | Grupo A                           | Grupo A    | Grupo A   | Grupo A      | Grupo A    | Grupo A   | Grupo A   | Grupo A   |           |
| Local                  | Resultado     | Visitante               | Estadio                           | Fecha      | Hora      | Espectadores | Amonestado | Expulsado |           |           |           |
| ---------------------- | ------------- | ----------------------- | --------------------------------- | ---------- | --------- | ------------ | ---------- | --------- | --------- | --------- | --------- |
| Deportivo Cafessa      | 4 - 1         | Internacional S. Miguel | Unidad Deportiva Mariano Otero    | 2 de marzo | 16:00     | 250          | 6          | 0         |           |           |           |
| Cimarrones "B"         | 3 - 3 (4 - 3) | Zacatecas "B"           | Miguel Castro Servin              | 3 de marzo | 10:00     | 200          | 2          | 0         |           |           |           |
| Correcaminos UAT "B"   | 2 - 1         | Constructores           | Eugenio Alvizo Porras             | 3 de marzo | 10:00     | 50           | 10         | 0         |           |           |           |
| Calor                  | 0 - 2         | U de G "B"              | Unidad Deportiva Gómez Palacio    | 3 de marzo | 15:00     | 100          | 4          | 0         |           |           |           |
| Fresnillo              | 2 - 0         | Sahuayo F. C.           | Unidad Deportiva Minera Fresnillo | 3 de marzo | 19:00     | 100          | 2          | 1         |           |           |           |
| UAZ                    | 3 - 2         | Atlético Saltillo       | Francisco Villa                   | 4 de marzo | 12:00     | 200          | 2          | 0         |           |           |           |
| Dorados "B"            | 2 - 2 (5 - 4) | Celaya "B"              | Banorte                           | 5 de marzo | 17:00     | 500          | 1          | 1         |           |           |           |
| Grupo B                |               |                         |                                   |            |           |              |            |           |           |           |           |
| Local                  | Resultado     | Visitante               | Estadio                           | Fecha      | Hora      | Espectadores | Amonestado | Expulsado |           |           |           |
| Deportivo Chimalhuacán | 0 - 2         | Chapulineros            | Deportivo La Laguna               | 2 de marzo | 16:00     | 100          | 7          | 0         |           |           |           |
| Orizaba                | 4 - 1         | Ciervos F. C.           | Luis "Pirata" Fuente              | 2 de marzo | 16:00     | 100          | 2          | 1         |           |           |           |
| Cuautla                | 2 - 3         | Deportivo Gladiadores   | Centro Vacacional Oaxtepec IMSS   | 2 de marzo | 17:00     | 150          | 2          | 0         |           |           |           |
| Isleños F.C.           | 3 - 1         | F. C. Satélites         | Olímpico de Villahermosa          | 3 de marzo | 15:00     | 500          | 3          | 0         |           |           |           |
| Zitácuaro              | 3 - 2         | Ocelotes UNACH          | Ignacio López Rayón               | 3 de marzo | 16:00     | 200          | 8          | 0         |           |           |           |
| Yalmakan               | 3 - 2         | Tlaxcala                | Pescadores                        | 4 de marzo | 15:00     | 200          | 3          | 0         |           |           |           |
| Tecamachalco           | 3 - 0         | Cuatetes                | Alberto Pérez Navarro             | Suspendido | -         | -            | -          | -         |           |           |           |

| Jornada 10              | Jornada 10    | Jornada 10             | Jornada 10                          | Jornada 10  | Jornada 10 | Jornada 10   | Jornada 10 | Jornada 10 | Jornada 10 | Jornada 10 | Jornada 10 |
| Grupo A                 | Grupo A       | Grupo A                | Grupo A                             | Grupo A     | Grupo A    | Grupo A      | Grupo A    | Grupo A    | Grupo A    | Grupo A    |            |
| Local                   | Resultado     | Visitante              | Estadio                             | Fecha       | Hora       | Espectadores | Amonestado | Expulsado  |            |            |            |
| ----------------------- | ------------- | ---------------------- | ----------------------------------- | ----------- | ---------- | ------------ | ---------- | ---------- | ---------- | ---------- | ---------- |
| Constructores           | 2 - 2 (5 - 3) | Fresnillo              | Unidad Deportiva Gómez Palacio      | 10 de marzo | 15:00      | 100          | 5          | 0          |            |            |            |
| Atlético Saltillo       | 0 - 0         | Dorados "B"            | Olímpico Francisco I. Madero        | 10 de marzo | 15:30      | 359          | 5          | 0          |            |            |            |
| Zacatecas "B"           | 2 - 1         | Calor                  | La Alberca                          | 10 de marzo | 16:00      | 300          | 2          | 0          |            |            |            |
| Internacional S. Miguel | 1 - 2         | Correcaminos UAT "B"   | José María 'Capi' Correa            | 10 de marzo | 16:00      | 100          | 2          | 0          |            |            |            |
| U de G "B"              | 2 - 0         | Deportivo Cafessa      | Núcleo Dep. y C. de Espect. Ameca   | 10 de marzo | 16:00      | 100          | 2          | 1          |            |            |            |
| Sahuayo F. C.           | 0 - 1         | UAZ                    | Unidad Deportiva Municipal          | 10 de marzo | 17:00      | 200          | 4          | 3          |            |            |            |
| Celaya "B"              | 2 - 1         | Cimarrones "B"         | Miguel Alemán Valdés                | 11 de marzo | 12:00      | 100          | 4          | 0          |            |            |            |
| Grupo B                 |               |                        |                                     |             |            |              |            |            |            |            |            |
| Local                   | Resultado     | Visitante              | Estadio                             | Fecha       | Hora       | Espectadores | Amonestado | Expulsado  |            |            |            |
| Deportivo Gladiadores   | 1 - 1         | Deportivo Chimalhuacán | Los Pinos                           | 9 de marzo  | 10:00      | 100          | 3          | 0          |            |            |            |
| Ocelotes UNACH          | 0 - 1         | Cuautla                | Municipal de San Cristóbal          | 9 de marzo  | 15:00      | 200          | 4          | 0          |            |            |            |
| Chapulineros            | 1 - 1         | Orizaba                | Tecnológico de Oaxaca               | 9 de marzo  | 18:00      | 200          | 5          | 0          |            |            |            |
| Tlaxcala                | 0 - 0         | Zitácuaro              | Unidad Deportivo Próspero Cahuantzi | 10 de marzo | 12:00      | 500          | 7          | 2          |            |            |            |
| Ciervos F. C.           | 2 - 0         | Isleños F.C.           | Arreola                             | 10 de marzo | 16:00      | 75           | 0          | 0          |            |            |            |
| F. C. Satélites         | 1 - 3         | Tecamachalco           | U. Depor. Javier Rojo Gómez         | 11 de marzo | 12:00      | 150          | 2          | 0          |            |            |            |
| Cuatetes                | 0 - 3         | Yalmakan               | U. Deportiva Acapulco               | 11 de marzo | Susp.      | NO           | 0          | 0          |            |            |            |

| Jornada 11             | Jornada 11                                                                                              | Jornada 11              | Jornada 11                        | Jornada 11  | Jornada 11 | Jornada 11   | Jornada 11 | Jornada 11 | Jornada 11 | Jornada 11 | Jornada 11 |
| Grupo A                | Grupo A                                                                                                 | Grupo A                 | Grupo A                           | Grupo A     | Grupo A    | Grupo A      | Grupo A    | Grupo A    | Grupo A    | Grupo A    |            |
| Local                  | Resultado                                                                                               | Visitante               | Estadio                           | Fecha       | Hora       | Espectadores | Amonestado | Expulsado  |            |            |            |
| ---------------------- | --- | ----------------------- | --------------------------------- | ----------- | ---------- | ------------ | ---------- | ---------- | ---------- | ---------- | ---------- |
| Deportivo Cafessa      | 1 - 2                                                                                                   | Zacatecas "B"           | Unidad Deportiva Mariano Otero    | 16 de marzo | 16:00      | 100          | 4          | 0          |            |            |            |
| Cimarrones "B"         | 1 - 1                                                                                                   | Dorados "B"             | Miguel Castro Servin              | 17 de marzo | 10:00      | 100          | 5          | 0          |            |            |            |
| Correcaminos UAT "B"   | 1 - 1                                                                                                   | U de G "B"              | Marte R. Gómez                    | 17 de marzo | 10:00      | 100          | 2          | 0          |            |            |            |
| Calor                  | 0 - 1                                                                                                   | Celaya "B"              | Unidad Deportiva Gómez Palacio    | 17 de marzo | 15:00      | 50           | 3          | 0          |            |            |            |
| Sahuayo F. C.          | 2 - 0 (enlace roto disponible en Internet Archive; véase el historial, la primera versión y la última). | Atlético Saltillo       | Unidad Deportiva Municipal        | 17 de marzo | 17:00      | 600          | 4          | 0          |            |            |            |
| Fresnillo              | 2 - 3                                                                                                   | Internacional S. Miguel | Unidad Deportiva Minera Fresnillo | 17 de marzo | 19:00      | 200          | 6          | 1          |            |            |            |
| UAZ                    | 2 - 3                                                                                                   | Constructores           | Francisco Villa                   | 18 de marzo | 12:00      | 100          | 4          | 1          |            |            |            |
| Grupo B                | |                         |                                   |             |            |              |            |            |            |            |            |
| Local                  | Resultado                                                                                               | Visitante               | Estadio                           | Fecha       | Hora       | Espectadores | Amonestado | Expulsado  |            |            |            |
| Cuautla                | 0 - 0                                                                                                   | Tlaxcala                | Isidro Gil Tapia                  | 16 de marzo | 12:00      | 0            | 3          | 0          |            |            |            |
| Deportivo Chimalhuacán | 2 - 1                                                                                                   | Ocelotes UNACH          | Deportivo La Laguna               | 16 de marzo | 16:00      | 120          | 3          | 0          |            |            |            |
| Orizaba                | 3 - 1                                                                                                   | Deportivo Gladiadores   | CAR Veracruz                      | 16 de marzo | 16:00      | 50           | 3          | 0          |            |            |            |
| Chapulineros           | 4 - 4 (6 - 5)                                                                                           | Ciervos F. C.           | Tecnológico de Oaxaca             | 16 de marzo | 18:00      | 100          | 2          | 0          |            |            |            |
| Tecamachalco           | 3 - 0                                                                                                   | Isleños F.C.            | Alberto Pérez Navarro             | 17 de marzo | 16:00      | 100          | 6          | 0          |            |            |            |
| Yalmakan               | 8 - 0                                                                                                   | F. C. Satélites         | Pescadores                        | 18 de marzo | 15:00      | 200          | 1          | 0          |            |            |            |
| Zitácuaro              | 3 - 0                                                                                                   | Cuatetes                | Ignacio López Rayón               | Suspendido  | Suspendido | -            | -          | -          |            |            |            |

| Jornada 12              | Jornada 12 | Jornada 12             | Jornada 12                          | Jornada 12  | Jornada 12 | Jornada 12   | Jornada 12 | Jornada 12 | Jornada 12 | Jornada 12 | Jornada 12 |
| Grupo A                 | Grupo A    | Grupo A                | Grupo A                             | Grupo A     | Grupo A    | Grupo A      | Grupo A    | Grupo A    | Grupo A    | Grupo A    |            |
| Local                   | Resultado  | Visitante              | Estadio                             | Fecha       | Hora       | Espectadores | Amonestado | Expulsado  |            |            |            |
| ----------------------- | ---------- | ---------------------- | ----------------------------------- | ----------- | ---------- | ------------ | ---------- | ---------- | ---------- | ---------- | ---------- |
| Dorados "B"             | 0 - 2      | Calor                  | Juventud                            | 24 de marzo | 10:00      | 100          | 5          | 0          |            |            |            |
| Cimarrones "B"          | 3 - 1      | Atlético Saltillo      | Miguel Castro Servin                | 24 de marzo | 10:00      | 100          | 2          | 0          |            |            |            |
| Constructores           | 1 - 2      | Sahuayo F. C.          | Unidad Deportiva Gómez Palacio      | 24 de marzo | 15:00      | 100          | 5          | 1          |            |            |            |
| Zacatecas "B"           | 2 - 1      | Correcaminos UAT "B"   | La Alberca                          | 24 de marzo | 16:00      | 300          | 4          | 0          |            |            |            |
| Internacional S. Miguel | 3 - 0      | UAZ                    | José María 'Capi' Correa            | 24 de marzo | 16:00      | 200          | 4          | 0          |            |            |            |
| U de G "B"              | 3 - 2      | Fresnillo              | Núcleo Dep. y C. de Espect. Ameca   | 24 de marzo | 16:00      | 50           | 4          | 2          |            |            |            |
| Celaya "B"              | 2 - 1      | Deportivo Cafessa      | Miguel Alemán Valdés                | 26 de marzo | 17:00      | 250          | 4          | 1          |            |            |            |
| Grupo B                 |            |                        |                                     |             |            |              |            |            |            |            |            |
| Local                   | Resultado  | Visitante              | Estadio                             | Fecha       | Hora       | Espectadores | Amonestado | Expulsado  |            |            |            |
| Deportivo Gladiadores   | 0 - 2      | Chapulineros           | Los Pinos                           | 23 de marzo | 10:00      | 150          | 1          | 0          |            |            |            |
| Ocelotes UNACH          | 0 - 2      | Orizaba                | Municipal de San Cristóbal          | 23 de marzo | 15:00      | 100          | 2          | 0          |            |            |            |
| Tlaxcala                | 2 - 0      | Deportivo Chimalhuacán | Unidad Deportiva Próspero Cahuantzi | 24 de marzo | 12:00      | 1 000        | 4          | 0          |            |            |            |
| Isleños F.C.            | 0 - 2      | Yalmakan               | Olímpico de Villahermosa            | 24 de marzo | 15:00      | 300          | 1          | 0          |            |            |            |
| F. C. Satélites         | 0 - 2      | Zitácuaro              | U. Depor. Javier Rojo Gómez         | 25 de marzo | 12:00      | 100          | 1          | 0          |            |            |            |
| Tecamachalco            | 1 - 2      | Ciervos F. C.          | Alberto Pérez Navarro               | 25 de marzo | 16:00      | 1 500        | 2          | 0          |            |            |            |
| Cuatetes                | 0 - 3      | Cuautla                | U. Deportiva Acapulco               | Suspendido  | Suspendido | -            | -          | -          |            |            |            |

| Jornada 13             | Jornada 13 | Jornada 13              | Jornada 13                        | Jornada 13  | Jornada 13 | Jornada 13   | Jornada 13 | Jornada 13 | Jornada 13 | Jornada 13 | Jornada 13 |
| Grupo A                | Grupo A | Grupo A                 | Grupo A                           | Grupo A     | Grupo A    | Grupo A      | Grupo A    | Grupo A    | Grupo A    | Grupo A    |            |
| Local                  | Resultado | Visitante               | Estadio                           | Fecha       | Hora       | Espectadores | Amonestado | Expulsado  |            |            |            |
| ---------------------- | --- | ----------------------- | --------------------------------- | ----------- | ---------- | ------------ | ---------- | ---------- | ---------- | ---------- | ---------- |
| Deportivo Cafessa      | 2 - 0 | Dorados "B"             | Unidad Deportiva Mariano Otero    | 30 de marzo | 16:00      | 400          | 2          | 0          |            |            |            |
| Correcaminos UAT "B"   | 3 - 2 | Celaya "B"              | Eugenio Alvizo Porras             | 31 de marzo | 10:00      | 150          | 4          | 2          |            |            |            |
| Calor                  | 3 - 2 | Cimarrones "B"          | Unidad Deportiva Gómez Palacio    | 31 de marzo | 15:00      | 50           | 5          | 0          |            |            |            |
| UAZ                    | 1 - 3 (enlace roto disponible en Internet Archive; véase el historial, la primera versión y la última).         | U de G "B"              | Unidad Deportiva Norte            | 31 de marzo | 15:00      | 50           | 4          | 0          |            |            |            |
| Atlético Saltillo      | 3 - 3 (2 - 4) (enlace roto disponible en Internet Archive; véase el historial, la primera versión y la última). | Constructores           | Olímpico Francisco I. Madero      | 31 de marzo | 15:30      | 100          | 4          | 1          |            |            |            |
| Sahuayo F. C.          | 1 - 1 (enlace roto disponible en Internet Archive; véase el historial, la primera versión y la última).         | Internacional S. Miguel | Unidad Deportiva Municipal        | 31 de marzo | 17:00      | 100          | 4          | 0          |            |            |            |
| Fresnillo              | 3 - 5 | Zacatecas "B"           | Unidad Deportiva Minera Fresnillo | 31 de marzo | 19:00      | 600          | 4          | 0          |            |            |            |
| Grupo B                | |                         |                                   |             |            |              |            |            |            |            |            |
| Local                  | Resultado | Visitante               | Estadio                           | Fecha       | Hora       | Espectadores | Amonestado | Expulsado  |            |            |            |
| Orizaba                | 2 - 2 (5 - 3)                                                                                                   | Tlaxcala                | CAR Veracruz                      | 30 de marzo | 16:00      | 200          | 2          | 0          |            |            |            |
| Cuautla                | 3 - 1 | F. C. Satélites         | Isidro Gil Tapia                  | 30 de marzo | 16:00      | 0            | 3          | 0          |            |            |            |
| Chapulineros           | 0 - 0 | Ocelotes UNACH          | Tecnológico de Oaxaca             | 30 de marzo | 18:00      | 100          | 5          | 0          |            |            |            |
| Ciervos F. C.          | 3 - 0 | Deportivo Gladiadores   | Arreola                           | 31 de marzo | 16:00      | 300          | 1          | 0          |            |            |            |
| Zitácuaro              | 2 - 0 | Isleños F.C.            | Ignacio López Rayón               | 31 de marzo | 16:00      | 200          | 4          | 0          |            |            |            |
| Yalmakan               | 2 - 1 | Tecamachalco            | Pescadores                        | 1 de abril  | 15:00      | 300          | 1          | 1          |            |            |            |
| Deportivo Chimalhuacán | 3 - 0 | Cuatetes                | Deportivo La Laguna               | Suspendido  | Suspendido | -            | -          | -          |            |            |            |

## Tabla general de clasificación
| Pos. | Equipo                      | Pts. | PJ | G  | E | P  | GF | GC | Dif. | Clasificación       |
| ---- | --------------------------- | ---- | -- | -- | - | -- | -- | -- | ---- | ------------------- |
| 1    | U de G "B"                  | 35   | 13 | 10 | 3 | 0  | 23 | 7  | +16  | Liguilla de ascenso |
| 2    | Mineros de Zacatecas "B"    | 34   | 13 | 10 | 2 | 1  | 30 | 16 | +14  | Liguilla de ascenso |
| 3    | Orizaba                     | 33   | 13 | 8  | 5 | 0  | 29 | 6  | +23  | Liguilla de ascenso |
| 4    | Yalmakan                    | 31   | 13 | 9  | 3 | 1  | 30 | 8  | +22  | Liguilla de ascenso |
| 5    | Chapulineros de Oaxaca      | 31   | 13 | 7  | 5 | 1  | 30 | 12 | +18  | Liguilla de ascenso |
| 6    | Internacional de San Miguel | 24   | 13 | 6  | 4 | 3  | 23 | 14 | +9   | Liguilla de ascenso |
| 7    | Celaya "B"                  | 24   | 13 | 6  | 5 | 2  | 25 | 19 | +6   | Liguilla de ascenso |
| 8    | Ciervos F. C.               | 24   | 13 | 7  | 3 | 3  | 23 | 20 | +3   | Liguilla de ascenso |
| 9    | Tlaxcala                    | 23   | 13 | 4  | 8 | 1  | 27 | 12 | +15  |                     |
| 10   | Zitácuaro                   | 23   | 13 | 6  | 4 | 3  | 18 | 13 | +5   |                     |
| 11   | Correcaminos "B"            | 23   | 13 | 7  | 2 | 4  | 22 | 18 | +4   |                     |
| 12   | Deportivo Cafessa           | 19   | 13 | 6  | 1 | 6  | 17 | 15 | +2   |                     |
| 13   | Deportivo Chimalhuacán      | 19   | 13 | 5  | 4 | 4  | 13 | 13 | 0    |                     |
| 14   | Ocelotes UNACH              | 18   | 13 | 3  | 5 | 5  | 17 | 16 | +1   |                     |
| 15   | Tecamachalco                | 17   | 13 | 4  | 4 | 5  | 14 | 13 | +1   |                     |
| 16   | Sahuayo F. C.               | 17   | 13 | 5  | 2 | 6  | 13 | 15 | −2   |                     |
| 17   | Dorados "B"                 | 16   | 13 | 3  | 6 | 4  | 16 | 15 | +1   |                     |
| 18   | Constructores               | 16   | 13 | 3  | 5 | 5  | 22 | 26 | −4   |                     |
| 19   | Deportivo Gladiadores       | 15   | 13 | 3  | 5 | 5  | 13 | 22 | −9   |                     |
| 20   | Cuautla                     | 14   | 13 | 4  | 2 | 7  | 16 | 14 | +2   |                     |
| 21   | Tuzos UAZ                   | 14   | 13 | 4  | 2 | 7  | 18 | 23 | −5   |                     |
| 22   | Isleños F.C.                | 14   | 13 | 4  | 2 | 7  | 11 | 17 | −6   |                     |
| 23   | Cimarrones "B"              | 13   | 13 | 3  | 3 | 7  | 14 | 22 | −8   |                     |
| 24   | Club Calor                  | 11   | 13 | 3  | 1 | 9  | 9  | 22 | −13  |                     |
| 25   | Fresnillo                   | 10   | 13 | 2  | 4 | 7  | 15 | 23 | −8   |                     |
| 26   | Atlético Saltillo Soccer    | 8    | 13 | 1  | 4 | 8  | 14 | 26 | −12  |                     |
| 27   | F. C. Satélites             | 6    | 13 | 2  | 0 | 11 | 12 | 33 | −21  |                     |
| 28   | Cuatetes de Acapulco        | 0    | 13 | 0  | 0 | 13 | 0  | 54 | −54  |                     |

 Fuente: SoccerWay
Notas:
1. ↑  El club Cuatetes de Acapulco fue desafiliado tras la jornada 5, sus resultados fueron anulados y se adjudicaron al rival con marcador de 0-3.

## Tabla clasificación por grupos

### Grupo 1
| Pos. | Equipo                      | Pts. | PJ | G  | E | P | GF | GC | Dif. | Clasificación       |
| ---- | --------------------------- | ---- | -- | -- | - | - | -- | -- | ---- | ------------------- |
| 1    | U de G "B"                  | 35   | 13 | 10 | 3 | 0 | 23 | 7  | +16  | Liguilla de ascenso |
| 2    | Mineros de Zacatecas "B"    | 34   | 13 | 10 | 2 | 1 | 30 | 16 | +14  | Liguilla de ascenso |
| 3    | Internacional de San Miguel | 24   | 13 | 6  | 4 | 3 | 23 | 14 | +9   | Liguilla de ascenso |
| 4    | Celaya "B"                  | 24   | 13 | 6  | 5 | 2 | 25 | 19 | +6   | Liguilla de ascenso |
| 5    | Correcaminos "B"            | 23   | 13 | 7  | 2 | 4 | 22 | 18 | +4   |                     |
| 6    | Deportivo Cafessa           | 19   | 13 | 6  | 1 | 6 | 17 | 15 | +2   |                     |
| 7    | Sahuayo F. C.               | 17   | 13 | 5  | 2 | 6 | 13 | 15 | −2   |                     |
| 8    | Dorados "B"                 | 16   | 13 | 3  | 6 | 4 | 16 | 15 | +1   |                     |
| 9    | Constructores               | 16   | 13 | 3  | 5 | 5 | 22 | 26 | −4   |                     |
| 10   | Tuzos UAZ                   | 14   | 13 | 4  | 2 | 7 | 18 | 23 | −5   |                     |
| 11   | Cimarrones "B"              | 13   | 13 | 3  | 3 | 7 | 14 | 22 | −8   |                     |
| 12   | Club Calor                  | 11   | 13 | 3  | 1 | 9 | 9  | 22 | −13  |                     |
| 13   | Fresnillo                   | 10   | 13 | 2  | 4 | 7 | 15 | 23 | −8   |                     |
| 14   | Atlético Saltillo Soccer    | 8    | 13 | 1  | 4 | 8 | 14 | 26 | −12  |                     |

 Fuente: SoccerWay

### Grupo 2
| Pos. | Equipo                 | Pts. | PJ | G | E | P  | GF | GC | Dif. | Clasificación       |
| ---- | ---------------------- | ---- | -- | - | - | -- | -- | -- | ---- | ------------------- |
| 1    | Orizaba                | 33   | 13 | 8 | 5 | 0  | 29 | 6  | +23  | Liguilla de ascenso |
| 2    | Yalmakan               | 31   | 13 | 9 | 3 | 1  | 30 | 8  | +22  | Liguilla de ascenso |
| 3    | Chapulineros de Oaxaca | 31   | 13 | 7 | 5 | 1  | 30 | 12 | +18  | Liguilla de ascenso |
| 4    | Ciervos F. C.          | 24   | 13 | 7 | 3 | 3  | 23 | 20 | +3   | Liguilla de ascenso |
| 5    | Tlaxcala               | 23   | 13 | 4 | 8 | 1  | 27 | 12 | +15  |                     |
| 6    | Zitácuaro              | 23   | 13 | 6 | 4 | 3  | 18 | 13 | +5   |                     |
| 7    | Deportivo Chimalhuacán | 19   | 13 | 5 | 4 | 4  | 13 | 13 | 0    |                     |
| 8    | Ocelotes UNACH         | 18   | 13 | 3 | 5 | 5  | 17 | 16 | +1   |                     |
| 9    | Tecamachalco           | 17   | 13 | 4 | 4 | 5  | 14 | 13 | +1   |                     |
| 10   | Deportivo Gladiadores  | 15   | 13 | 3 | 5 | 5  | 13 | 22 | −9   |                     |
| 11   | Cuautla                | 14   | 13 | 4 | 2 | 7  | 16 | 14 | +2   |                     |
| 12   | Isleños F.C.           | 14   | 13 | 4 | 2 | 7  | 11 | 17 | −6   |                     |
| 13   | F. C. Satélites        | 6    | 13 | 2 | 0 | 11 | 12 | 33 | −21  |                     |
| 14   | Cuatetes de Acapulco   | 0    | 13 | 0 | 0 | 13 | 0  | 54 | −54  |                     |

 Fuente: SoccerWay
Notas:
1. ↑  El club Cuatetes de Acapulco fue desafiliado tras la jornada 5, sus resultados fueron anulados y se adjudicaron al rival con marcador de 0-3.

## Tabla de cocientes
- Datos según la página oficial.

| Posición | Equipo                      | Puntos | Juegos | Cociente |
| -------- | --------------------------- | ------ | ------ | -------- |
| 1        | Mineros de Zacatecas "B"    | 67     | 26     | 2.577    |
| 2        | Orizaba                     | 66     | 26     | 2.538    |
| 3        | Tlaxcala                    | 59     | 26     | 2.269    |
| 4        | U de G "B"                  | 58     | 26     | 2.231    |
| 5        | Yalmakan                    | 58     | 26     | 2.231    |
| 6        | Chapulineros                | 55     | 26     | 2.115    |
| 7        | Correcaminos "B"            | 48     | 26     | 1.846    |
| 8        | Internacional de San Miguel | 47     | 26     | 1.808    |
| 9        | Deportivo Chimalhuacán      | 45     | 26     | 1.731    |
| 10       | Zitácuaro                   | 41     | 26     | 1.577    |
| 11       | Celaya "B"                  | 40     | 26     | 1.538    |
| 12       | Dorados "B"                 | 40     | 26     | 1.538    |
| 13       | Ocelotes UNACH              | 37     | 26     | 1.423    |
| 14       | UAZ                         | 36     | 26     | 1.385    |
| 15       | Ciervos                     | 36     | 26     | 1.385    |
| 16       | Gladiadores                 | 35     | 26     | 1.346    |
| 17       | Cuautla                     | 33     | 26     | 1.269    |
| 18       | Sahuayo                     | 33     | 26     | 1.269    |
| 19       | Tecamachalco                | 32     | 26     | 1.231    |
| 20       | Atlético Saltillo           | 32     | 26     | 1.231    |
| 21       | Cafessa                     | 28     | 26     | 1.077    |
| 22       | Calor                       | 27     | 26     | 1.038    |
| 23       | Constructores               | 27     | 26     | 1.038    |
| 24       | Fresnillo                   | 25     | 26     | 0.962    |
| 25       | Isleños                     | 22     | 26     | 0.846    |
| 26       | Cimarrones "B"              | 16     | 26     | 0.615    |
| 27       | Satélites                   | 13     | 26     | 0.500    |
| 28       | Cuatetes                    | 7      | 26     | 0.269    |

     Desciende a la tercera división.

## Liguilla
|  | Cuartos de final                                   | Cuartos de final                                   | Cuartos de final                                   |   |                   | Semifinales                            | Semifinales                            | Semifinales                            |  |  | Final                                  | Final                                  | Final                                  |
|  | 6, 7, y 8 de abril (ida) 14 y 15 de abril (vuelta) | 6, 7, y 8 de abril (ida) 14 y 15 de abril (vuelta) | 6, 7, y 8 de abril (ida) 14 y 15 de abril (vuelta) |   |                   | 18 de abril (ida) 21 de abril (vuelta) | 18 de abril (ida) 21 de abril (vuelta) | 18 de abril (ida) 21 de abril (vuelta) |  |  | 25 de abril (ida) 28 de abril (vuelta) | 25 de abril (ida) 28 de abril (vuelta) | 25 de abril (ida) 28 de abril (vuelta) |
|  |                                                    |                                                    |                                                    |   |                   |                                        |                                        |                                        |  |  |                                        |                                        |                                        |
|  | U de G "B"                                         | 0                                                  | 2                                                  |   |                   |                                        |                                        |                                        |  |  |                                        |                                        |                                        |
|  | Ciervos                                            | 0                                                  | 0                                                  |   |                   |                                        |                                        |                                        |  |  |                                        |                                        |                                        |
|  | Ciervos                                            | 0                                                  | 0                                                  |   | U de G "B" (p.t.) | 0                                      | 1                                      |                                        |  |  |                                        |                                        |                                        |
|  |                                                    |                                                    |                                                    |   | U de G "B" (p.t.) | 0                                      | 1                                      |                                        |  |  |                                        |                                        |                                        |
|  |                                                    | Chapulineros                                       | 1                                                  | 0 |                   |                                        |                                        |                                        |  |  |                                        |                                        |                                        |
|  | Yalmakan                                           | Chapulineros                                       | 1                                                  | 0 | 0                 | 2                                      |                                        |                                        |  |  |                                        |                                        |                                        |
|  | Yalmakan                                           |                                                    |                                                    |   | 0                 | 2                                      |                                        |                                        |  |  |                                        |                                        |                                        |
|  | Chapulineros                                       | 5                                                  | 2                                                  |   |                   |                                        |                                        |                                        |  |  |                                        |                                        |                                        |
|  |                                                    |                                                    |                                                    |   |                   |                                        |                                        |                                        |  |  | U de G "B"                             | 1                                      | 0                                      |
|  |                                                    |                                                    | Orizaba                                            | 3 | 3                 |                                        |                                        |                                        |  |  |                                        |                                        |                                        |
|  | Zacatecas "B"                                      | 1                                                  | 4                                                  |   |                   |                                        |                                        |                                        |  |  |                                        |                                        |                                        |
|  | Celaya "B"                                         | 2                                                  | 0                                                  |   |                   |                                        |                                        |                                        |  |  |                                        |                                        |                                        |
|  | Celaya "B"                                         | 2                                                  | 0                                                  |   | Zacatecas "B"     | 1                                      | 1                                      |                                        |  |  |                                        |                                        |                                        |
|  |                                                    |                                                    |                                                    |   | Zacatecas "B"     | 1                                      | 1                                      |                                        |  |  |                                        |                                        |                                        |
|  |                                                    | Orizaba                                            | 4                                                  | 1 |                   |                                        |                                        |                                        |  |  |                                        |                                        |                                        |
|  | Orizaba                                            | Orizaba                                            | 4                                                  | 1 | 0                 | 3                                      |                                        |                                        |  |  |                                        |                                        |                                        |
|  | Orizaba                                            |                                                    |                                                    |   | 0                 | 3                                      |                                        |                                        |  |  |                                        |                                        |                                        |
|  | Inter de San Miguel                                | 1                                                  | 1                                                  |   |                   |                                        |                                        |                                        |  |  |                                        |                                        |                                        |

- Campeón clasifica a la final de ascenso.

### Cuartos de final
| 7 de abril, 16:00 | Ciervos | 0:0     | U de G "B" | Estadio Arreola, Chalco                                          |                                                                  |
|                   |         | Reporte |            | Asistencia: 400 espectadores Árbitro(s): Alan Manuel Pérez Ortiz | Asistencia: 400 espectadores Árbitro(s): Alan Manuel Pérez Ortiz |

| 14 de abril, 16:00                                  | U de G "B"                     | 2:0 (1:0) | Ciervos | Núcleo Deportivo y Centro de Espectáculos, Ameca                         |                                                                          |
|                                                     | J. Guzmán 33' · L. Acevedo 84' | Reporte   |         | Asistencia: 200 espectadores Árbitro(s): Eduardo Alberto Vázquez Aguilar | Asistencia: 200 espectadores Árbitro(s): Eduardo Alberto Vázquez Aguilar |
| Con global de 2-0, U de G "B" avanza a semifinales. |                                |           |         |                                                                          |                                                                          |

| 8 de abril, 17:00 | Internacional de San Miguel | 1:0 (0:0) | Orizaba | Estadio José María "Capi" Correa, San Miguel de Allende                |                                                                        |
|                   | I. García 82'               | Reporte   |         | Asistencia: 2 000 espectadores Árbitro(s): Kevin Kober Contreras Reyes | Asistencia: 2 000 espectadores Árbitro(s): Kevin Kober Contreras Reyes |

| 14 de abril, 17:00                               | Orizaba                                       | 3:1 (3:1) | Internacional de San Miguel | Estadio Luis "Pirata" Fuente, Veracruz                        |                                                               |
|                                                  | A. Pool 30' · R. Prieto 34' · B. Martínez 37' | Reporte   | M. López 15'                | Asistencia: 300 espectadores Árbitro(s): Héctor García Moacho | Asistencia: 300 espectadores Árbitro(s): Héctor García Moacho |
| Con global de 3-2, Orizaba avanza a semifinales. |                                               |           |                             |                                                               |                                                               |

| 8 de abril, 12:00 | Celaya "B"                   | 2:1 (1:1) | Zacatecas "B"      | Estadio Miguel Alemán Valdés, Celaya                          |                                                               |
|                   | S. Dueñas 29' · A. China 57' | Reporte   | F. Villalpando 24' | Asistencia: 300 espectadores Árbitro(s): Moisés Clement Lezma | Asistencia: 300 espectadores Árbitro(s): Moisés Clement Lezma |

| 14 de abril, 16:00                                                | Zacatecas "B"                                         | 4:0 (1:0) | Celaya "B" | Campo deportivo La Alberca, Tlaltenango de Sánchez Román             |                                                                      |
|                                                                   | A. Gómez 34' · F. Villalpando 61' 80' · A. Pinedo 78' | Reporte   |            | Asistencia: 300 espectadores Árbitro(s): Juan Rafael Canales Sánchez | Asistencia: 300 espectadores Árbitro(s): Juan Rafael Canales Sánchez |
| Con global de 5-1, Mineros de Zacatecas "B" avanza a semifinales. |                                                       |           |            |                                                                      |                                                                      |

| 6 de abril, 17:00 | Chapulineros                                                                | 5:0 (3:0) | Yalmakan | Estadio Tecnológico de Oaxaca, Oaxaca                                   |                                                                         |
|                   | E. López 17' · E. Navarrete 30', 43' · H. Manzanares 50' · A. Hernández 85' | Reporte   |          | Asistencia: 800 espectadores Árbitro(s): Maximiliano Quintero Hernández | Asistencia: 800 espectadores Árbitro(s): Maximiliano Quintero Hernández |

| 15 de abril, 16:00                                    | Yalmakan                    | 2:2 (0:1) | Chapulineros                   | Unidad Deportiva Colonia Pescadores, Puerto Morelos              |                                                                  |
|                                                       | H. Pelayo 78' · N. Lara 83' | Reporte   | E. Navarrete 45' · N. Lara 63' | Asistencia: 400 espectadores Árbitro(s): Luis Daniel Chávez León | Asistencia: 400 espectadores Árbitro(s): Luis Daniel Chávez León |
| Con global de 7-2, Chapulineros avanza a semifinales. |                             |           |                                |                                                                  |                                                                  |

### Semifinales
| 18 de abril, 17:00 | Chapulineros     | 1:0 (1:0) | U de G "B" | Estadio Tecnológico de Oaxaca, Oaxaca                                     |                                                                           |
|                    | A. Hernández 44' | Reporte   |            | Asistencia: 1 200 espectadores Árbitro(s): Maximiliano Quintero Hernández | Asistencia: 1 200 espectadores Árbitro(s): Maximiliano Quintero Hernández |

| 21 de abril, 16:00                                                                     | U de G "B"     | 1:0 (0:0) | Chapulineros | Núcleo Deportivo y Centro de Espectáculos, Ameca              |                                                               |
|                                                                                        | B. Alcaraz 82' | Reporte   |              | Asistencia: 150 espectadores Árbitro(s): Héctor García Moacho | Asistencia: 150 espectadores Árbitro(s): Héctor García Moacho |
| Pese a empatar en el global 1-1, U de G "B" avanza a la final por posición en la tabla |                |           |              |                                                               |                                                               |

| 18 de abril, 17:00 | Orizaba                                              | 4:1 (0:1) | Zacatecas "B"      | Estadio Luis "Pirata" Fuente, Veracruz                        |                                                               |
|                    | C. Vázquez 47', 89' · M. Velasco 85' · R. Prieto 91' | Reporte   | F. Villalpando 40' | Asistencia: 250 espectadores Árbitro(s): Moisés Clement Lezma | Asistencia: 250 espectadores Árbitro(s): Moisés Clement Lezma |

| 21 de abril, 17:00                           | Zacatecas "B"      | 1:1 (0:1) | Orizaba      | Campo deportivo La Alberca, Tlaltenango de Sánchez Román             |                                                                      |
|                                              | F. Villalpando 66' | Reporte   | R. Prieto 9' | Asistencia: 400 espectadores Árbitro(s): Juan Rafael Canales Sánchez | Asistencia: 400 espectadores Árbitro(s): Juan Rafael Canales Sánchez |
| Con global de 5-1, Orizaba avanza a la final |                    |           |              |                                                                      |                                                                      |

### Final
| 25 de abril, 19:00 | Orizaba                             | 3:1 (1:0) | U de G "B"      | Estadio Luis "Pirata" Fuente, Veracruz                           |                                                                  |
|                    | R. Prieto 37' · C. Vázquez 61', 83' | Reporte   | J. Ascencio 75' | Asistencia: 10 500 espectadores Árbitro(s): Héctor García Moacho | Asistencia: 10 500 espectadores Árbitro(s): Héctor García Moacho |

| 28 de abril, 17:00                                                                 | U de G "B" | 0:3 (0:0) | Orizaba                                         | Estadio Jalisco, Guadalajara                                           |                                                                        |
|                                                                                    |            | Reporte   | C. Chavala 70' · R. Prieto 73' · C. Vázquez 82' | Asistencia: 2 000 espectadores Árbitro(s): Juan Rafael Canales Sánchez | Asistencia: 2 000 espectadores Árbitro(s): Juan Rafael Canales Sánchez |
| Tras ganar 6-1 en el marcador global, Orizaba es campeón del Torneo Clausura 2018. |            |           |                                                 |                                                                        |                                                                        |

#### Final - Ida
| 25    | POR   | Norberto Rosales           |     |
| 2     | DEF   | José Luis Osorio           |     |
| 14    | DEF   | Brayan Zúñiga              |     |
| 21    | DEF   | Carlos Chavala             |     |
| 22    | DEF   | José Antonio Pool          |     |
| 7     | MED   | Manrique Velasco           |     |
| 8     | MED   | Roberto Jhosimar Hernández |     |
| 10    | MED   | Brandon Martínez           | 72' |
| 29    | MED   | Ronaldo Prieto             |     |
| 11    | DEL   | José Jazir Aguilar         | 78' |
| 27    | DEL   | Carlo Vázquez              |     |
| D. T. | D. T. | Carlos Alfredo Reynoso     |     |

| 83    | POR   | Jorge Hernández     |     |
| 85    | DEF   | Paul Bellón         |     |
| 90    | DEF   | Said Castañeda      |     |
| 99    | DEF   | Paulo Martini       |     |
| 190   | DEF   | César Novoa         |     |
| 87    | MED   | Jorge Ortiz         | 78' |
| 92    | MED   | Daniel García       |     |
| 97    | MED   | Kevin Lomelí        |     |
| 101   | MED   | Juan Pablo Ascencio |     |
| 102   | DEL   | Francisco Guzmán    | 60' |
| 194   | DEL   | Erick Orozco        | 57' |
| D. T. | D. T. | Ahuizotl Sánchez    |     |

| 23 | Centrocampista | Jesús Sánchez        | 72' |
| 19 | Centrocampista | Jair Ronaldo Alfonso | 78' |

| 86  | Centrocampista | José Loreto        | 57' |
| 95  | Guardameta     | Daniel Ledon       | 60' |
| 212 | Centrocampista | Cristian Solorzano | 78' |

| 37' · 61' · 83' | Ronaldo Prieto Carlo Vázquez Carlo Vázquez | 1:0 2:0 3:0 |

| 75' | Juan Pablo Ascencio | 3:1 |

| 71' | Brayan Zúñiga |

| 57' | Jorge Hernández |

| Principal  | Héctor García Moacho          |
| Asistentes | Geovanny Gabriel Rojas García |
|            | Jesús Lorenzo Soto Dávila     |
| Cuarto     | Moisés Clement Ledesma        |

|                    |   |   |
| Tiros              | - | - |
| Tiros a puerta     | - | - |
| Faltas             | - | - |
| Saques de esquina  | - | - |
| Penaltis           | - | - |
| Fueras de juego    | - | - |
| Posesión del balón | % | % |

| Alineación inicial |

| 25    | POR   | Norberto Rosales           |     |
| 2     | DEF   | José Luis Osorio           |     |
| 14    | DEF   | Brayan Zúñiga              |     |
| 21    | DEF   | Carlos Chavala             |     |
| 22    | DEF   | José Antonio Pool          |     |
| 7     | MED   | Manrique Velasco           |     |
| 8     | MED   | Roberto Jhosimar Hernández |     |
| 10    | MED   | Brandon Martínez           | 72' |
| 29    | MED   | Ronaldo Prieto             |     |
| 11    | DEL   | José Jazir Aguilar         | 78' |
| 27    | DEL   | Carlo Vázquez              |     |
| D. T. | D. T. | Carlos Alfredo Reynoso     |     |

| 83    | POR   | Jorge Hernández     |     |
| 85    | DEF   | Paul Bellón         |     |
| 90    | DEF   | Said Castañeda      |     |
| 99    | DEF   | Paulo Martini       |     |
| 190   | DEF   | César Novoa         |     |
| 87    | MED   | Jorge Ortiz         | 78' |
| 92    | MED   | Daniel García       |     |
| 97    | MED   | Kevin Lomelí        |     |
| 101   | MED   | Juan Pablo Ascencio |     |
| 102   | DEL   | Francisco Guzmán    | 60' |
| 194   | DEL   | Erick Orozco        | 57' |
| D. T. | D. T. | Ahuizotl Sánchez    |     |

| 23 | Centrocampista | Jesús Sánchez        | 72' |
| 19 | Centrocampista | Jair Ronaldo Alfonso | 78' |

| 86  | Centrocampista | José Loreto        | 57' |
| 95  | Guardameta     | Daniel Ledon       | 60' |
| 212 | Centrocampista | Cristian Solorzano | 78' |

| 37' · 61' · 83' | Ronaldo Prieto Carlo Vázquez Carlo Vázquez | 1:0 2:0 3:0 |

| 75' | Juan Pablo Ascencio | 3:1 |

| 71' | Brayan Zúñiga |

| 57' | Jorge Hernández |

| Principal  | Héctor García Moacho          |
| Asistentes | Geovanny Gabriel Rojas García |
|            | Jesús Lorenzo Soto Dávila     |
| Cuarto     | Moisés Clement Ledesma        |

|                    |   |   |
| Tiros              | - | - |
| Tiros a puerta     | - | - |
| Faltas             | - | - |
| Saques de esquina  | - | - |
| Penaltis           | - | - |
| Fueras de juego    | - | - |
| Posesión del balón | % | % |

| Alineación inicial |

| 25    | POR   | Norberto Rosales           |     |
| 2     | DEF   | José Luis Osorio           |     |
| 14    | DEF   | Brayan Zúñiga              |     |
| 21    | DEF   | Carlos Chavala             |     |
| 22    | DEF   | José Antonio Pool          |     |
| 7     | MED   | Manrique Velasco           |     |
| 8     | MED   | Roberto Jhosimar Hernández |     |
| 10    | MED   | Brandon Martínez           | 72' |
| 29    | MED   | Ronaldo Prieto             |     |
| 11    | DEL   | José Jazir Aguilar         | 78' |
| 27    | DEL   | Carlo Vázquez              |     |
| D. T. | D. T. | Carlos Alfredo Reynoso     |     |

| 83    | POR   | Jorge Hernández     |     |
| 85    | DEF   | Paul Bellón         |     |
| 90    | DEF   | Said Castañeda      |     |
| 99    | DEF   | Paulo Martini       |     |
| 190   | DEF   | César Novoa         |     |
| 87    | MED   | Jorge Ortiz         | 78' |
| 92    | MED   | Daniel García       |     |
| 97    | MED   | Kevin Lomelí        |     |
| 101   | MED   | Juan Pablo Ascencio |     |
| 102   | DEL   | Francisco Guzmán    | 60' |
| 194   | DEL   | Erick Orozco        | 57' |
| D. T. | D. T. | Ahuizotl Sánchez    |     |

| 23 | Centrocampista | Jesús Sánchez        | 72' |
| 19 | Centrocampista | Jair Ronaldo Alfonso | 78' |

| 86  | Centrocampista | José Loreto        | 57' |
| 95  | Guardameta     | Daniel Ledon       | 60' |
| 212 | Centrocampista | Cristian Solorzano | 78' |

| 37' · 61' · 83' | Ronaldo Prieto Carlo Vázquez Carlo Vázquez | 1:0 2:0 3:0 |

| 75' | Juan Pablo Ascencio | 3:1 |

| 71' | Brayan Zúñiga |

| 57' | Jorge Hernández |

| Principal  | Héctor García Moacho          |
| Asistentes | Geovanny Gabriel Rojas García |
|            | Jesús Lorenzo Soto Dávila     |
| Cuarto     | Moisés Clement Ledesma        |

|                    |   |   |
| Tiros              | - | - |
| Tiros a puerta     | - | - |
| Faltas             | - | - |
| Saques de esquina  | - | - |
| Penaltis           | - | - |
| Fueras de juego    | - | - |
| Posesión del balón | % | % |

| Alineación inicial |

| 25    | POR   | Norberto Rosales           |     |
| 2     | DEF   | José Luis Osorio           |     |
| 14    | DEF   | Brayan Zúñiga              |     |
| 21    | DEF   | Carlos Chavala             |     |
| 22    | DEF   | José Antonio Pool          |     |
| 7     | MED   | Manrique Velasco           |     |
| 8     | MED   | Roberto Jhosimar Hernández |     |
| 10    | MED   | Brandon Martínez           | 72' |
| 29    | MED   | Ronaldo Prieto             |     |
| 11    | DEL   | José Jazir Aguilar         | 78' |
| 27    | DEL   | Carlo Vázquez              |     |
| D. T. | D. T. | Carlos Alfredo Reynoso     |     |

| 83    | POR   | Jorge Hernández     |     |
| 85    | DEF   | Paul Bellón         |     |
| 90    | DEF   | Said Castañeda      |     |
| 99    | DEF   | Paulo Martini       |     |
| 190   | DEF   | César Novoa         |     |
| 87    | MED   | Jorge Ortiz         | 78' |
| 92    | MED   | Daniel García       |     |
| 97    | MED   | Kevin Lomelí        |     |
| 101   | MED   | Juan Pablo Ascencio |     |
| 102   | DEL   | Francisco Guzmán    | 60' |
| 194   | DEL   | Erick Orozco        | 57' |
| D. T. | D. T. | Ahuizotl Sánchez    |     |

| 23 | Centrocampista | Jesús Sánchez        | 72' |
| 19 | Centrocampista | Jair Ronaldo Alfonso | 78' |

| 86  | Centrocampista | José Loreto        | 57' |
| 95  | Guardameta     | Daniel Ledon       | 60' |
| 212 | Centrocampista | Cristian Solorzano | 78' |

| 37' · 61' · 83' | Ronaldo Prieto Carlo Vázquez Carlo Vázquez | 1:0 2:0 3:0 |

| 75' | Juan Pablo Ascencio | 3:1 |

| 71' | Brayan Zúñiga |

| 57' | Jorge Hernández |

| Principal  | Héctor García Moacho          |
| Asistentes | Geovanny Gabriel Rojas García |
|            | Jesús Lorenzo Soto Dávila     |
| Cuarto     | Moisés Clement Ledesma        |

|                    |   |   |
| Tiros              | - | - |
| Tiros a puerta     | - | - |
| Faltas             | - | - |
| Saques de esquina  | - | - |
| Penaltis           | - | - |
| Fueras de juego    | - | - |
| Posesión del balón | % | % |

| Alineación inicial |

#### Final - Vuelta
| 95    | POR   | Daniel Ledon     | 50' |
| 85    | DEF   | Paul Bellón      |     |
| 90    | DEF   | Said Castañeda   |     |
| 99    | DEF   | Paulo Martini    | 59' |
| 190   | DEF   | César Novoa      |     |
| 84    | MED   | Luis Acevedo     |     |
| 86    | MED   | José Loreto      |     |
| 97    | MED   | Kevin Lomelí     |     |
| 101   | MED   | Juan Ascencio    | 45' |
| 102   | DEL   | Francisco Guzmán |     |
| 194   | DEL   | Erick Orozco     |     |
| D. T. | D. T. | Ahuizotl Sánchez |     |

| 25    | POR   | Norberto Rosales       |     |
| 2     | DEF   | José Osorio            | 86' |
| 14    | DEF   | Brayan Zúñiga          |     |
| 21    | DEF   | Carlos Chavala         |     |
| 22    | DEF   | José Pool              |     |
| 7     | MED   | Manrique Velasco       |     |
| 8     | MED   | Roberto Hernández      |     |
| 10    | MED   | Brandon Martínez       | 77' |
| 29    | MED   | Ronaldo Prieto         |     |
| 11    | DEL   | José Aguilar           | 38' |
| 27    | DEL   | Carlo Vázquez          |     |
| D. T. | D. T. | Carlos Alfredo Reynoso |     |

| 212 | Centrocampista | Cristian Solorzano | 45' |
| 197 | Guardameta     | Diego Magaña       | 50' |
| 87  | Centrocampista | Jorge Ortiz        | 59' |

| 19 | Centrocampista | Jair Alfonso    | 38' |
| 23 | Centrocampista | Jesús Sánchez   | 77' |
| 17 | Centrocampista | Pablo Rodríguez | 86' |

| 70' · 73' · 82' | Carlos Chavala Ronaldo Prieto Carlo Vázquez | 0:1 0:2 0:3 |

| 84' | Kevin Lomelí |

| Principal  | Juan Rafael Canales Sánchez        |
| Asistentes | Erick Durón Martínez               |
|            | Christian Rosendo Hernández Romero |
| Cuarto     | Eduardo Alberto Vázquez Aguilar    |

|                    |   |   |
| Tiros              | - | - |
| Tiros a puerta     | - | - |
| Faltas             | - | - |
| Saques de esquina  | - | - |
| Penaltis           | - | - |
| Fueras de juego    | - | - |
| Posesión del balón | % | % |

| Alineación inicial |

| 95    | POR   | Daniel Ledon     | 50' |
| 85    | DEF   | Paul Bellón      |     |
| 90    | DEF   | Said Castañeda   |     |
| 99    | DEF   | Paulo Martini    | 59' |
| 190   | DEF   | César Novoa      |     |
| 84    | MED   | Luis Acevedo     |     |
| 86    | MED   | José Loreto      |     |
| 97    | MED   | Kevin Lomelí     |     |
| 101   | MED   | Juan Ascencio    | 45' |
| 102   | DEL   | Francisco Guzmán |     |
| 194   | DEL   | Erick Orozco     |     |
| D. T. | D. T. | Ahuizotl Sánchez |     |

| 25    | POR   | Norberto Rosales       |     |
| 2     | DEF   | José Osorio            | 86' |
| 14    | DEF   | Brayan Zúñiga          |     |
| 21    | DEF   | Carlos Chavala         |     |
| 22    | DEF   | José Pool              |     |
| 7     | MED   | Manrique Velasco       |     |
| 8     | MED   | Roberto Hernández      |     |
| 10    | MED   | Brandon Martínez       | 77' |
| 29    | MED   | Ronaldo Prieto         |     |
| 11    | DEL   | José Aguilar           | 38' |
| 27    | DEL   | Carlo Vázquez          |     |
| D. T. | D. T. | Carlos Alfredo Reynoso |     |

| 212 | Centrocampista | Cristian Solorzano | 45' |
| 197 | Guardameta     | Diego Magaña       | 50' |
| 87  | Centrocampista | Jorge Ortiz        | 59' |

| 19 | Centrocampista | Jair Alfonso    | 38' |
| 23 | Centrocampista | Jesús Sánchez   | 77' |
| 17 | Centrocampista | Pablo Rodríguez | 86' |

| 70' · 73' · 82' | Carlos Chavala Ronaldo Prieto Carlo Vázquez | 0:1 0:2 0:3 |

| 84' | Kevin Lomelí |

| Principal  | Juan Rafael Canales Sánchez        |
| Asistentes | Erick Durón Martínez               |
|            | Christian Rosendo Hernández Romero |
| Cuarto     | Eduardo Alberto Vázquez Aguilar    |

|                    |   |   |
| Tiros              | - | - |
| Tiros a puerta     | - | - |
| Faltas             | - | - |
| Saques de esquina  | - | - |
| Penaltis           | - | - |
| Fueras de juego    | - | - |
| Posesión del balón | % | % |

| Alineación inicial |

| 95    | POR   | Daniel Ledon     | 50' |
| 85    | DEF   | Paul Bellón      |     |
| 90    | DEF   | Said Castañeda   |     |
| 99    | DEF   | Paulo Martini    | 59' |
| 190   | DEF   | César Novoa      |     |
| 84    | MED   | Luis Acevedo     |     |
| 86    | MED   | José Loreto      |     |
| 97    | MED   | Kevin Lomelí     |     |
| 101   | MED   | Juan Ascencio    | 45' |
| 102   | DEL   | Francisco Guzmán |     |
| 194   | DEL   | Erick Orozco     |     |
| D. T. | D. T. | Ahuizotl Sánchez |     |

| 25    | POR   | Norberto Rosales       |     |
| 2     | DEF   | José Osorio            | 86' |
| 14    | DEF   | Brayan Zúñiga          |     |
| 21    | DEF   | Carlos Chavala         |     |
| 22    | DEF   | José Pool              |     |
| 7     | MED   | Manrique Velasco       |     |
| 8     | MED   | Roberto Hernández      |     |
| 10    | MED   | Brandon Martínez       | 77' |
| 29    | MED   | Ronaldo Prieto         |     |
| 11    | DEL   | José Aguilar           | 38' |
| 27    | DEL   | Carlo Vázquez          |     |
| D. T. | D. T. | Carlos Alfredo Reynoso |     |

| 212 | Centrocampista | Cristian Solorzano | 45' |
| 197 | Guardameta     | Diego Magaña       | 50' |
| 87  | Centrocampista | Jorge Ortiz        | 59' |

| 19 | Centrocampista | Jair Alfonso    | 38' |
| 23 | Centrocampista | Jesús Sánchez   | 77' |
| 17 | Centrocampista | Pablo Rodríguez | 86' |

| 70' · 73' · 82' | Carlos Chavala Ronaldo Prieto Carlo Vázquez | 0:1 0:2 0:3 |

| 84' | Kevin Lomelí |

| Principal  | Juan Rafael Canales Sánchez        |
| Asistentes | Erick Durón Martínez               |
|            | Christian Rosendo Hernández Romero |
| Cuarto     | Eduardo Alberto Vázquez Aguilar    |

|                    |   |   |
| Tiros              | - | - |
| Tiros a puerta     | - | - |
| Faltas             | - | - |
| Saques de esquina  | - | - |
| Penaltis           | - | - |
| Fueras de juego    | - | - |
| Posesión del balón | % | % |

| Alineación inicial |

| 95    | POR   | Daniel Ledon     | 50' |
| 85    | DEF   | Paul Bellón      |     |
| 90    | DEF   | Said Castañeda   |     |
| 99    | DEF   | Paulo Martini    | 59' |
| 190   | DEF   | César Novoa      |     |
| 84    | MED   | Luis Acevedo     |     |
| 86    | MED   | José Loreto      |     |
| 97    | MED   | Kevin Lomelí     |     |
| 101   | MED   | Juan Ascencio    | 45' |
| 102   | DEL   | Francisco Guzmán |     |
| 194   | DEL   | Erick Orozco     |     |
| D. T. | D. T. | Ahuizotl Sánchez |     |

| 25    | POR   | Norberto Rosales       |     |
| 2     | DEF   | José Osorio            | 86' |
| 14    | DEF   | Brayan Zúñiga          |     |
| 21    | DEF   | Carlos Chavala         |     |
| 22    | DEF   | José Pool              |     |
| 7     | MED   | Manrique Velasco       |     |
| 8     | MED   | Roberto Hernández      |     |
| 10    | MED   | Brandon Martínez       | 77' |
| 29    | MED   | Ronaldo Prieto         |     |
| 11    | DEL   | José Aguilar           | 38' |
| 27    | DEL   | Carlo Vázquez          |     |
| D. T. | D. T. | Carlos Alfredo Reynoso |     |

| 212 | Centrocampista | Cristian Solorzano | 45' |
| 197 | Guardameta     | Diego Magaña       | 50' |
| 87  | Centrocampista | Jorge Ortiz        | 59' |

| 19 | Centrocampista | Jair Alfonso    | 38' |
| 23 | Centrocampista | Jesús Sánchez   | 77' |
| 17 | Centrocampista | Pablo Rodríguez | 86' |

| 70' · 73' · 82' | Carlos Chavala Ronaldo Prieto Carlo Vázquez | 0:1 0:2 0:3 |

| 84' | Kevin Lomelí |

| Principal  | Juan Rafael Canales Sánchez        |
| Asistentes | Erick Durón Martínez               |
|            | Christian Rosendo Hernández Romero |
| Cuarto     | Eduardo Alberto Vázquez Aguilar    |

|                    |   |   |
| Tiros              | - | - |
| Tiros a puerta     | - | - |
| Faltas             | - | - |
| Saques de esquina  | - | - |
| Penaltis           | - | - |
| Fueras de juego    | - | - |
| Posesión del balón | % | % |

| Alineación inicial |

| Campeón Clausura 2018 |
| --------------------- |
|                       |
| Orizaba               |
| 1° Título             |

## Máximos goleadores
Lista con los máximos goleadores del torneo, * Datos según la página oficial.
| Pos. | Jugador               | Equipo                      | Goles | Minutos |
| ---- | --------------------- | --------------------------- | ----- | ------- |
| 1°   | Yair García           | Internacional de San Miguel | 16    | 1077    |
| 2°   | Carlo Yael Vázquez    | Orizaba                     | 15    | 1125    |
| 3°   | Alejandro Reyes       | Constructores               | 9     | 1012    |
| 4°   | Sergio Ricardo Flores | Zacatecas "B"               | 8     | 783     |
| 5°   | Fernando Villalpando  | Zacatecas "B"               | 7     | 742     |

## Asistencia
- Datos según la página oficial de la competición. [4]

 Fecha de actualización: 1 de abril de 2018
| 1  | 3 400 | 246 | Isleños F.C. vs. Cuautla (1 300)             | F. C. Satélites vs. Deportivo Chimalhuacán (40)      |
| 2  | 5 489 | 392 | Orizaba vs. F.C. Satélites (1 500)           | UAZ vs. Celaya "B" (50)                              |
| 3  | 4 120 | 294 | Isleños F.C. vs. Orizaba (2 000)             | F. C. Satélites vs. Chapulineros (50)                |
| 4  | 5 900 | 453 | Fresnillo vs. Calor (2 000)                  | Gladiadores vs. F. C. Satélites (50)                 |
| 5  | 3 450 | 246 | Tecamachalco vs. Chapulineros (500)          | Correcaminos "B" vs. Atlético Saltillo (50)          |
| 6  | 3 750 | 288 | Chapulineros vs. Yalmakan (1 000)            | U. de G. "B" vs. Celaya "B" (100)                    |
| 7  | 3 320 | 255 | Cuautla vs. Orizaba (500)                    | Cimarrones "B" vs. Internacional de San Miguel (100) |
| 8  | 3 650 | 280 | Tlaxcala vs. Tecamachalco (700)              | UAZ vs. Fresnillo (100)                              |
| 9  | 2 650 | 203 | Dorados B" vs. Celaya "B" (500)              | Correcaminos "B" vs. Constructores (50)              |
| 10 | 2 484 | 191 | Tlaxcala vs. Zitácuaro (500)                 | Ciervos F.C. vs. Isleños F.C. (75)                   |
| 11 | 1 820 | 140 | Sahuayo F.C. vs. Atlético Saltillo (600)     | Cuautla vs. Tlaxcala (0)                             |
| 12 | 4 250 | 326 | Tecamachalco vs. Ciervos F.C. (1 500)        | U. de G. "B" vs. Fresnillo (50)                      |
| 13 | 2 550 | 196 | Fresnillo vs. Mineros de Zacatecas "B" (600) | Cuautla vs. F.C. Satélites (0)                       |